# Maston E. O’Neal

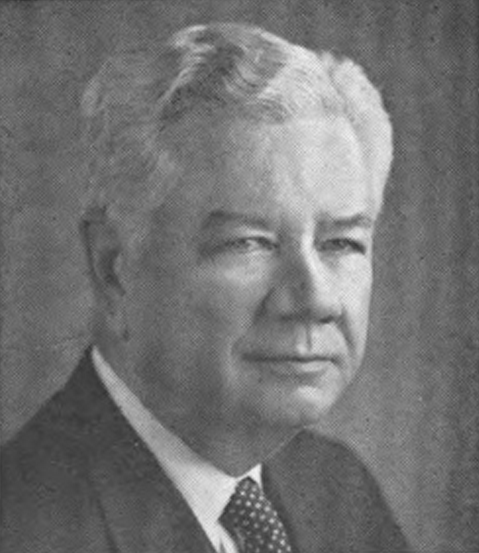
Maston E. O’Neal

Maston Emmett O’Neal Jr. (* 19. Juli 1907 in Bainbridge, Georgia; † 9. Januar 1990 ebenda) war ein US-amerikanischer Politiker. Zwischen 1965 und 1971 vertrat er den Bundesstaat Georgia im US-Repräsentantenhaus.

## Werdegang
Maston O’Neal besuchte die öffentlichen Schulen seiner Heimat und danach das Marion Military Institute. Anschließend studierte er bis 1927 am Davidson College in North Carolina. Zwischenzeitlich arbeitete er als High-School-Lehrer. Nach einem anschließenden Jurastudium und seiner im Jahr 1930 erfolgten Zulassung als Rechtsanwalt begann er im Gerichtsbezirk von Albany in seinem neuen Beruf zu arbeiten. Zwischen 1941 und 1964 war O’Neal Oberstaatsanwalt (Solicitor General) in diesem Gerichtsbezirk. Diese Zeit war nur durch seinen Militäreinsatz bei der US Navy während des Zweiten Weltkrieges unterbrochen. Dabei war er zwischen 1944 und 1946 im pazifischen Raum eingesetzt.
Politisch war O’Neal Mitglied der Demokratischen Partei. Bei den Kongresswahlen des Jahres 1964 wurde er im zweiten Wahlbezirk von Georgia in das US-Repräsentantenhaus in Washington, D.C. gewählt, wo er am 3. Januar 1965 die Nachfolge von J. L. Pilcher antrat. Nach zwei Wiederwahlen konnte er bis zum 3. Januar 1971 drei Legislaturperioden im Kongress absolvieren. Diese waren von den Ereignissen des  Vietnamkriegs und der Bürgerrechtsbewegung geprägt. Im Jahr 1964 wurde der 24. Verfassungszusatz im Kongress verabschiedet und in Kraft gesetzt.
Für die Wahlen des Jahres 1970 verzichtete O’Neal auf eine erneute Kandidatur für den Kongress. Nach seinem Ausscheiden aus dem US-Repräsentantenhaus zog er sich aus der Politik zurück. Er starb am 9. Januar 1990 in seinem Geburtsort Bainbridge.